# Centro di documentazione sul lavoro forzato nazista
Il Centro di documentazione sul lavoro forzato nazista si trova a Berlino nel distretto di Treptow-Köpenick. Raccoglie la documentazione dei prigionieri ai lavori forzati durante il nazionalsocialismo ed è l'unico del suo genere in Germania.

## Storia

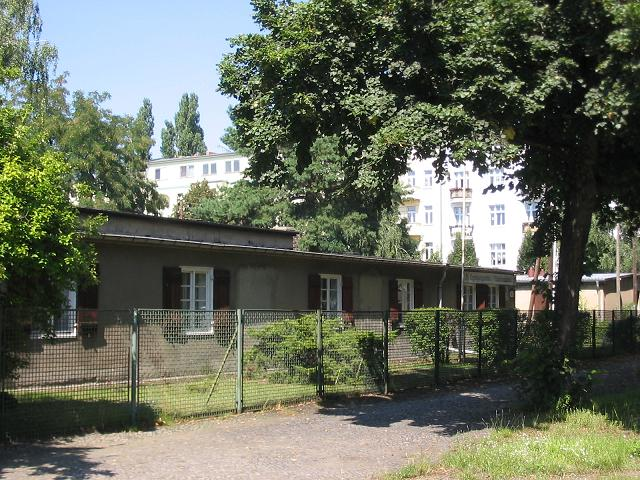
Le caserme per i lavori forzati viste dall'esterno, classificate come monumento storico.

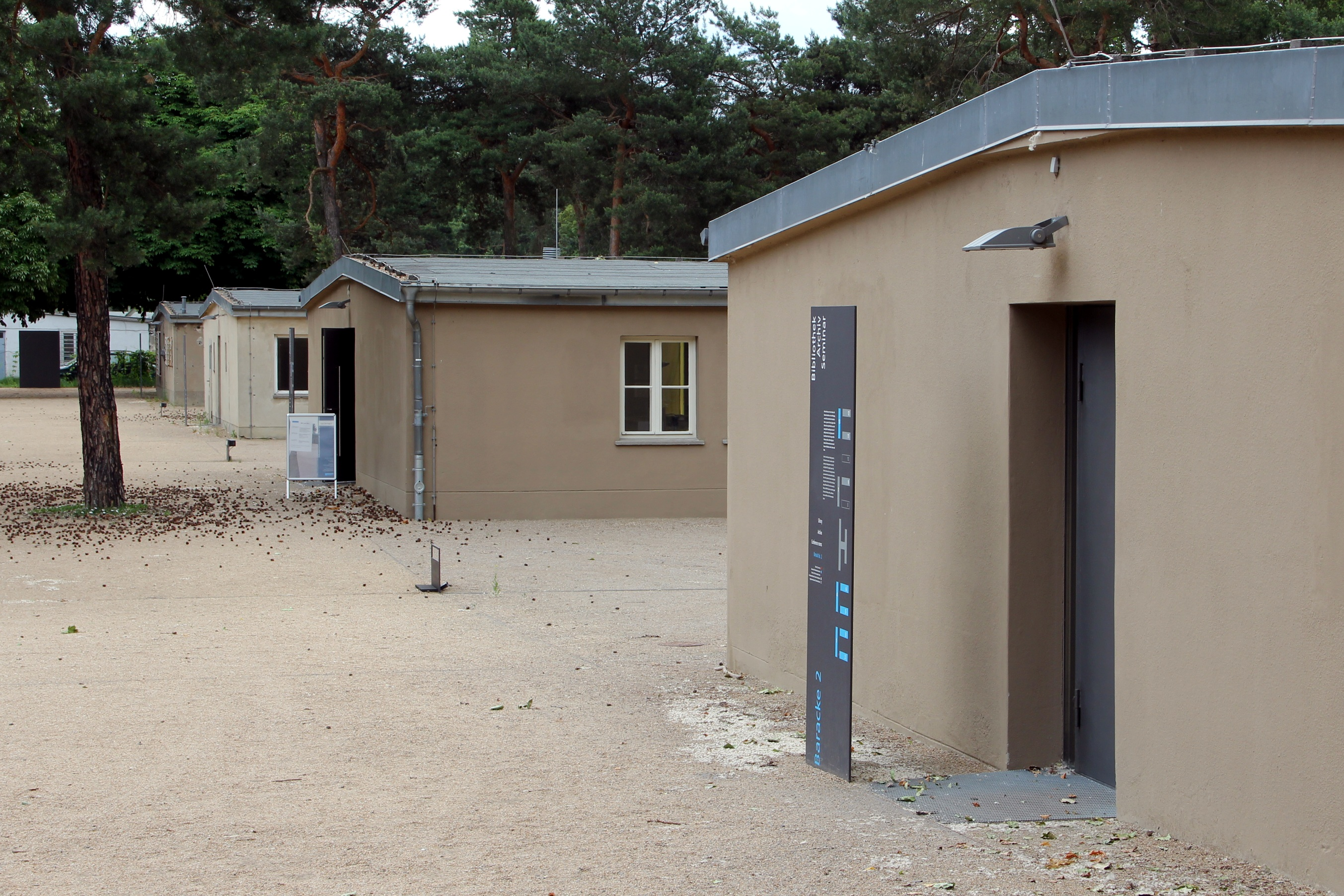
Le caserme viste dall'interno del Centro di documentazione.

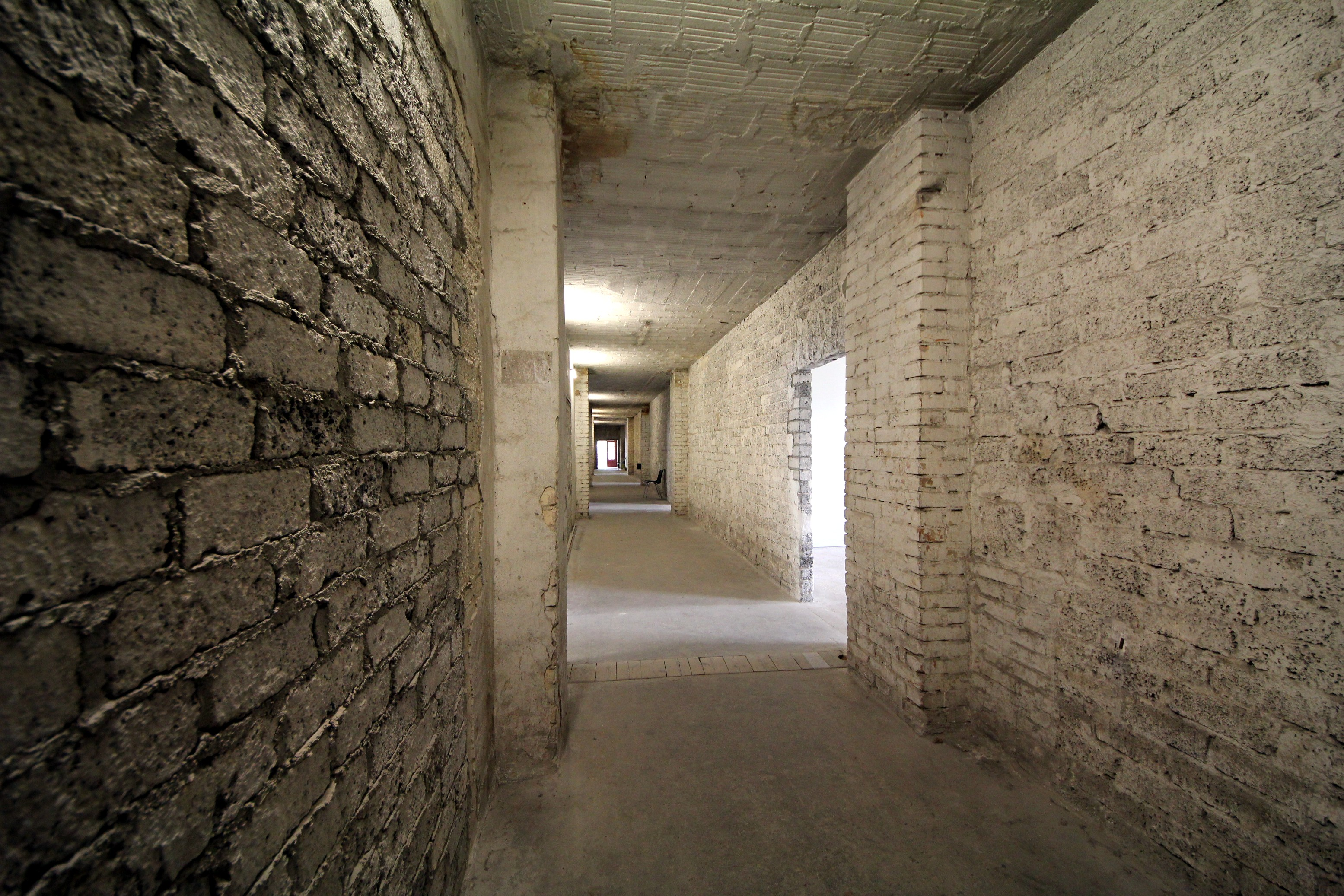
Interno della Barrack 13.

Il sito, ampio circa 32.000 mq tra Britzer Strasse, Köllnischen Strasse e Rudower Strasse, appartenne alla Deutsche Reichsbahn e inizialmente funzionò come area ricreativa per i residenti. Un'area molto più piccola, di circa 1.000 mq, fu di proprietà dei due fratelli ebrei Kurt e Willy Mannheimer. Nel 1939 sul sito doveva essere costruita una casa per la Gioventù hitleriana ma, dato il massiccio sviluppo residenziale della zona, questa idea fu abbandonata. Nel luglio 1939 la società privata GEHAG progettò la costruzione di appartamenti bilocali, ma questo progetto non andò a termine nonostante le approvazioni rilasciate. 
Nel giugno 1942, ai fratelli Mannheimer fu espropriato il terreno. Con la guerra ancora in corso nacquero altri piani per sfruttare il terreno: nel 1943 iniziò la progettazione per costruire un campo residenziale, inizialmente doveva essere costituito da 13 baracche in pietra e non in legno, come le costruzioni tipiche dell'epoca, disposte simmetricamente e nascoste da una fitta boscaglia di pini; doveva ospitare oltre 2.000 lavoratori stranieri e alcuni di loro furono alloggiati nei rifugi antiaerei, sebbene questa possibilità non fosse consentita dalla legge vigente.
Fu progettato con il nome di "Lager 75/76" da Albert Speer, il numero 75/76 indica che c'erano due edifici del campo collegati dall'edificio centrale di rifornimento. L'architetto fu Hans Freese, all'epoca professore all'Università tecnica di Charlottenburg che in seguito divenne rettore dell'Università tecnica di Berlino.
Oltre ai circa 500 internati militari e lavoratori civili italiani, in sei caserme del "campo italiano" vissero anche i lavoratori provenienti dall'Europa orientale. Nell'altra metà del doppio campo, due baracche servirono temporaneamente come sottocampi per le detenute che dovevano lavorare presso la fabbrica di batterie Pertrix (VARTA).

### Nel dopoguerra
Dopo la seconda guerra mondiale, il campo fu per breve tempo utilizzato dall'Armata Rossa. Una caserma fu demolita mentre altre furono utilizzate per scopi diversi. Dopo la caduta del comunismo, gran parte delle imprese industriali circostanti furono liquidate. Ciò pose la questione su come utilizzare l'area del distretto in vista della progressiva deindustrializzazione. 
Nel 1993, le indagini in preparazione della riqualificazione rivelarono la presenza dei resti di un campo di lavoro forzato nazista, in gran parte conservati. La prima mostra all'aperto si è tenuta nel 1995. Da allora, diverse iniziative e singoli individui si sono battuti per l'erezione di un sito per la documentazione e la memoria. Sono stati uniti nel Förderverein Dokumentationszentrum NS-Zwangsarbeit dal 2004. Nel 2014, nella metà orientale del campo su Köllnischen Straße, fu costruito un centro di fisioterapia con una sauna, un asilo nido e una sala bowling.

## Memoriale

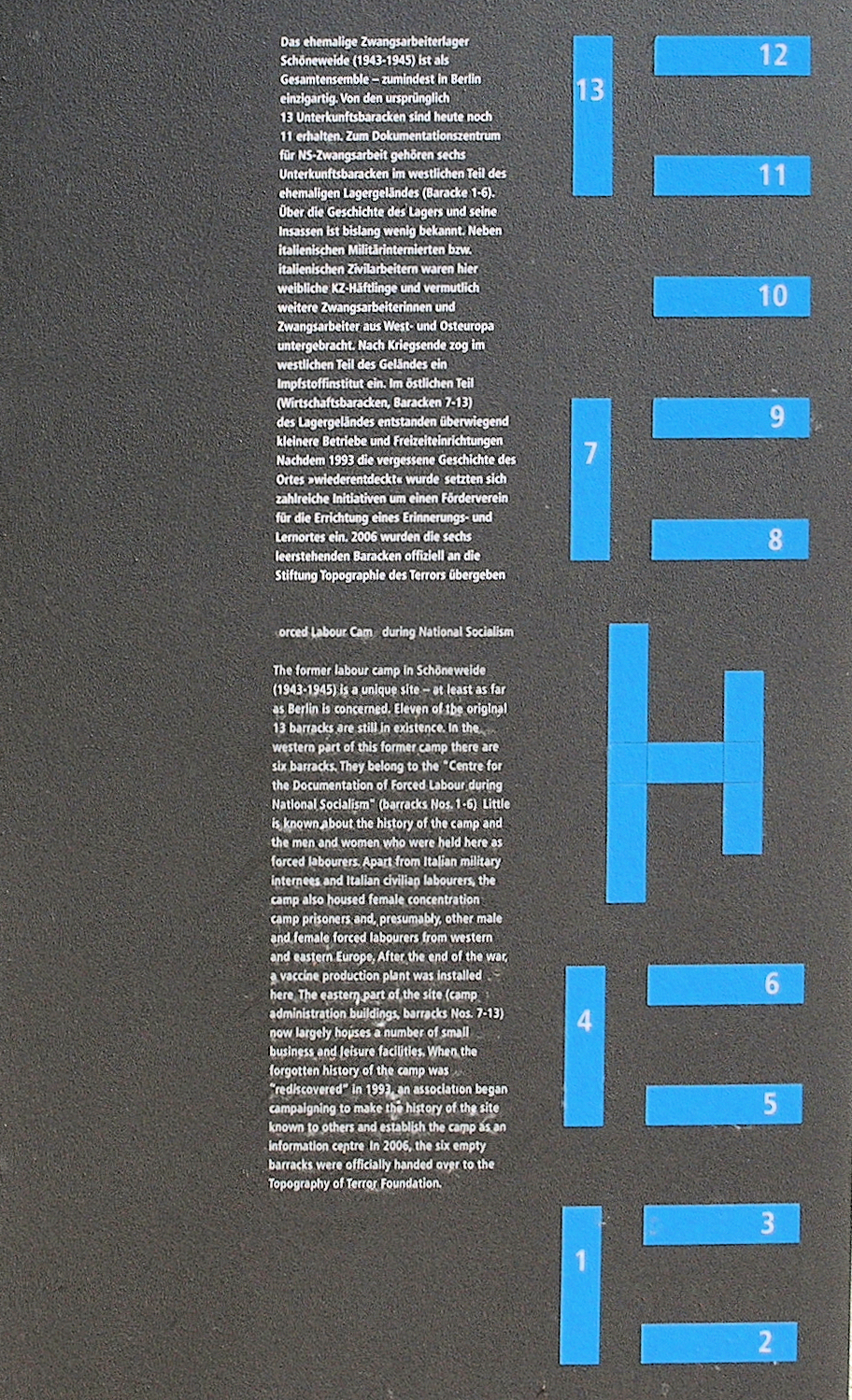
Targa commemorativa del Centro di Documentazione.

Dal luglio 2001 il sito è indicato da una targa commemorativa. Essendo l'ultimo di circa 3.000 rifugi di Berlino, l'intero complesso di 3,3 ettari è stato classificato come monumento storico dal 1995.
La Fondazione Topographie des Terrors è responsabile del progetto dall'aprile 2005. Nell'ambito del concept del sito commemorativo, furono messe in sicurezza sei delle undici baracche ancora oggi esistenti: due sono state trasformate in sale per conferenze, mostre e seminari, nonché in una biblioteca e un archivio. La consegna delle chiavi del Centro di documentazione del lavoro forzato nazista avvenne il 24 agosto 2006, fu l'inizio di una continua e intensa preparazione e presentazione dei fatti sul tema del lavoro forzato in questo luogo. Nelle sale, oltre alle mostre temporanee, si sono svolte conferenze, letture e interviste ai testimoni. Il centro di ricerca è diretto dalla storica Christine Glauning.
Il 30 agosto 2010 fu aperta al pubblico la cosiddetta Barrack 13. Segna il confine orientale del campo, fu uno dei primi edifici ad essere costruito. Sono ancora conservate molte tracce originali, come le iscrizioni degli ex detenuti, soprattutto nel rifugio antiaereo, i mattoni grezzi, il bagno e il gabinetto anch'essi conservati nel loro stato originale. In una delle stanze si trova il lavatoio della Caserma 4, mentre i mobili originali in legno non sono più disponibili. Secondo dei testimoni, l'arredamento consisteva in nove letti a castello, nove armadi doppi, un tavolo, alcune sedie da giardino, una stufa in ghisa e un secchio, e scarsamente illuminata da una lampada a incandescenza. 
Dopo la seconda guerra mondiale, questa caserma fu utilizzata come deposito di materiale e per varie officine. La VEB Kühlautomat Berlin vi ha temporaneamente mantenuto un'officina di formazione. Dal 2003 sono stati immagazzinati gli oggetti d'antiquariato ed i materiali da costruzione. Al piano terra furono eliminati alcuni muri divisori, poi reinseriti durante i lavori di riparazione. Uno spazio vuoto tra il muro divisorio e l'edificio originale mostra che questi non sono i muri originali. In quanto testimonianza architettonica accuratamente restaurata, viene integrata la missione educativa e socio-politica del Centro. L'inaugurazione ufficiale è avvenuta con la partecipazione dei rappresentanti diplomatici di Italia e Polonia, e anche di un ex lavoratore polacco che operò nella vicina officina principale della S-Bahn nel 1944-1945.

## Mostre permanenti
L'8 maggio 2013 fu inaugurata la prima mostra permanente "Alltag Zwangsarbeit 1938-1945", ospitata nella Barrack 2. Il 28 novembre 2016 fu inaugurata la seconda mostra permanente "Zwischen allen Stühlen. Die Geschichte der Italienischen Militärinternierten 1943-1945" ("Tra più fuochi: la storia degli internati militari italiani 1943-1945").

### Lavoro forzato nel Daily Round 1938-1945
La mostra permanente "Il lavoro forzato nel quotidiano 1938-1945" presenta la storia del lavoro forzato durante il nazionalsocialismo come fenomeno di massa onnipresente: mostra la vita quotidiana di uomini, donne e bambini deportati nel campo e a stretto contatto con i tedeschi; illustra inoltre la misura in cui le vite dei lavoratori forzati furono modellate dalla gerarchia razzista del regime nazista.

### Tra più fuochi. La storia degli internati militari italiani 1943–1945
Durante la seconda guerra mondiale, la Germania nazista e l'Italia fascista furono inizialmente alleate. L'8 settembre 1943 l'Italia cambiò alleanza. La Wehrmacht tedesca fece prigionieri i soldati e gli ufficiali italiani. Circa 650.000 italiani furono trasportati nel Reich tedesco e nei territori occupati. Con la fondazione della Repubblica Sociale Italiana (RSI) nel 1944, i prigionieri furono dichiarati "internati militari": per questo motivo, nonostante la nuova alleanza fascista e senza riguardo del diritto internazionale, poterono essere utilizzati come lavoratori forzati negli armamenti.
La mostra permanente racconta la storia degli internati militari italiani. Si estende dall'alleanza italo-tedesca nella seconda guerra mondiale all'odierna trattazione dell'argomento. I singoli capitoli trattano gli aspetti centrali dell'incarcerazione, dei trasporti, dei lavori forzati, della fine della guerra e della Memoria.

## Visite guidate e seminari
L'ingresso alle mostre è gratuito e su richiesta si svolgono visite guidate e seminari gratuiti, anche per le classi scolastiche. Le visite guidate pubbliche senza registrazione sono offerte ogni prima e terza domenica del mese alle 15:00. La Barrack 13 è aperta solo per le visite guidate e per tutto il giorno in occasione della Giornata internazionale dei musei e della Giornata dei monumenti aperti. Su richiesta sono disponibili la biblioteca, la collezione e l'archivio.

## Futura opera commemorativa
Grazie a una donazione della Fondazione Johanna Quandt, nel 2015 furono ampliate due baracche ancora inutilizzate e il 12 novembre 2015 aperte al pubblico. La Barrack 5 ospita le mostre speciali, sale per eventi e archivi, e la biblioteca. Nella Barrack 6 è aperto un luogo di incontro internazionale dei giovani. Il funzionamento dello spazio per i giovani sono garantiti per dieci anni dalla donazione della famiglia Quandt.